# Khurdak

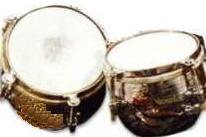
Khurdak

Le khurdak est une paire de petits tambourins rustiques, jouée avec les mains en Inde et reliées.

## Lutherie
D'un diamètre de 15 à 25 cm et hautes de 15 cm, il est en terre cuite pour l'aigu et en cuivre pour le grave. Les peaux sont maintenues grâce à des lanières de cuir qui entourent l'instrument. Il n'y a pas de pastille noire sur les peaux.

## Jeu
On en joue assis ou debout (avec une lanière), en frappant les peaux à la manière des tablâs. Avec la main gauche appuyée sur la paume ou obtient des sons coulés "woop" et de la main droite, on suit les variations de la mélodie. 
Le khurdak est spécialisé dans l'accompagnement des ensembles de shehnais, tant dans les cérémonies de mariages que dans les concerts. Il est toujours joué par des musulmans du fait des interdits hindous. 
Il dérive certainement du kudum turc.